# Capgemini
Capgemini je francouzská společnost poskytující digitální služby, kterou založil Serge Kampf v roce 1967 v Grenoblu pod jménem Sogeti. Je to poradenská společnost s nejvyššími tržbami v zemi. Společnost se sídlem v Paříži je kótována na CAC 40 na pařížské burze.